# 터치 (2012년 드라마)

터치(Touch)는 Fox에서 2012년 2월 25일부터 2013년 3월 10일까지 방영하였던 텔레비전 드라마이다.

## 배역

### 주역
- 다비드 마주즈 - 제이컵 "제이크" 봄
- 키퍼 서덜랜드 - 마틴 봄
- 마리아 벨로 - 루시 로빈스
- 색슨 사비노 - 어밀리아 로빈스
- 루커스 하스 - 캘빈 노버그
- 사이드 타그마오이 - 기예르모 오르티스
- 구구 음바타로 - 클리어 홉킨스
- 대니 글러버 - 아서 텔러 교수

### 조역
- 보디 엘프먼 - 에이브럼 헤이더
- 그레그 엘리스 - 트레버 윌콕스
- 프랜시스 피셔 - 니콜 파링턴
- 미켈티 윌리엄슨 - 랭 형사
- 애덤 캠벨 - 앤서니 "토니" 릭비
- 릴런드 오서 - 라이너스 박사
- D.B. 스위니 - 조지프 태너
- 타이터스 웰리버 - 랜들 미드
- 록사나 브루소 - 셰리 스트레플링
- 캐서린 덴트 - 애비게일 켈시
- 린다 게링어 - 프랜시스 노버그
- 서맨사 휘터커 - 닐 플림프턴 박사